# Punktkälla
En punktkälla är en källa med en storlek som i någon mening är försumbar. Begreppet används i olika sammanhang.
Inom miljövetenskap är en punktkälla en lokaliserad föroreningskälla, såsom en fabrik, till skillnad med diffusa källor som trafiken.
Inom vågrörelselära behöver punktkällor inte heller vara särskilt små, men de har en storlek mindre än andra längder i problemet som till exempel våglängden. Även stjärnor kan vanligtvis betraktas som punktkällor, eftersom få kikare har tillräckligt bra upplösning för att kunna bestämma deras storlek. Punktkällor ger ingen halvskugga.